# Torneo de Promoción y Reserva de 2016
El Torneo de Promoción y Reserva de fútbol del Perú 2016 fue la séptima edición de este torneo. Se inició el viernes 5 de febrero y finalizó el domingo 14 de agosto. Esta edición se jugó en paralelo al Campeonato Descentralizado 2016.
Participaron en él los 16 clubes que integran la Primera División Peruana
Para ese año, el torneo se jugó en paralelo a la primera etapa y segunda etapa del torneo de mayores (Apertura y Clausura). Ya no se jugó el Torneo del Inca.

## Sistema del Campeonato
- Se jugará en el sistema de todos contra todos en partidos de ida y vuelta.
- Concluida la fecha 30, se establecerá una Tabla de Posiciones cuyo campeón bonificará a su primer equipo con 2 puntos de bonificación en la Tabla del
Campeonato Descentralizado y 1 punto al subcampeón. Esta bonificación se dará inmediatamente después de haberse formado el grupo de las Liguillas.

## Equipos participantes
| Club                             | Ciudad    | Entrenador            | Estadio                | Aforo  |
| -------------------------------- | --------- | --------------------- | ---------------------- | ------ |
| Alianza Atlético                 | Sullana   | Jim Ruiz              | Melanio Coloma         | 4000   |
| Alianza Lima                     | Lima      | Fabricio Sierra       | Alejandro Villanueva   | 35 000 |
| Ayacucho F. C.                   | Ayacucho  | Luis Revilla          | Ciudad de Cumaná       | 15 000 |
| Comerciantes Unidos              | Cutervo   | Leopoldo Rodríguez    | Juan Maldonado Gamarra | 8000   |
| Defensor La Bocana               | Sechura   | Juan Carlos Manihuari | Municipal de Bernal    | 5000   |
| Deportivo Municipal              | Lima      | Sergio Castellanos    | Iván Elías Moreno      | 12 000 |
| Melgar                           | Arequipa  | Gerardo Calero        | Monumental de la UNSA  | 60 000 |
| Juan Aurich                      | Chiclayo  | Yohano Bermúdez       | Estadio Elías Aguirre  | 23 500 |
| Real Garcilaso                   | Cusco     | Jorge Parihuana       | Garcilaso de la Vega   | 42 000 |
| Sport Huancayo                   | Huancayo  | Abilio Meneses        | Huancayo               | 20 000 |
| Sporting Cristal                 | Lima      | Pablo Zegarra         | Alberto Gallardo       | 18 000 |
| Unión Comercio                   | Moyobamba | Raymundo Paz          | Regional IPD           | 6000   |
| Universidad César Vallejo        | Trujillo  | Marcelo Asteggiano    | Mansiche               | 25 000 |
| Universidad San Martín de Porres | Callao    | José Espinoza         | Miguel Grau            | 18 000 |
| Universidad Técnica de Cajamarca | Cajamarca | Martín Coba           | Héroes de San Ramón    | 12 000 |
| Universitario                    | Lima      | Javier Chirinos       | Monumental             | 80 093 |

## Torneo Descentralizado de Reservas

### Torneo Apertura
| Pos. | Equipo                     |            | PJ | PG | PE | PP | GF | GC | Dif. | Pts. |
| ---- | -------------------------- | ---------- | -- | -- | -- | -- | -- | -- | ---- | ---- |
| 1º   | Sporting Cristal           | Se mantuvo | 15 | 13 | 2  | 0  | 44 | 11 | +33  | 41   |
| 2º   | Universitario de Deportes  | Se mantuvo | 15 | 8  | 2  | 5  | 27 | 20 | +7   | 26   |
| 3º   | Sport Huancayo             | Se mantuvo | 15 | 8  | 2  | 5  | 28 | 28 | 0    | 26   |
| 4º   | Universidad de San Martín  | Se mantuvo | 15 | 7  | 4  | 4  | 26 | 23 | +3   | 25   |
| 5º   | Unión Comercio             | Se mantuvo | 15 | 7  | 3  | 5  | 17 | 13 | +4   | 24   |
| 6º   | Melgar                     | Se mantuvo | 15 | 5  | 6  | 4  | 23 | 15 | +8   | 21   |
| 7º   | Alianza Lima               | Se mantuvo | 15 | 6  | 2  | 7  | 20 | 21 | -1   | 20   |
| 8º   | Univ. Técnica de Cajamarca | Se mantuvo | 15 | 6  | 2  | 7  | 22 | 24 | -2   | 20   |
| 9º   | Defensor La Bocana         | Se mantuvo | 15 | 6  | 2  | 7  | 20 | 24 | -4   | 20   |
| 10º  | Ayacucho F. C.             | Se mantuvo | 15 | 6  | 2  | 7  | 22 | 28 | -6   | 20   |
| 11º  | Juan Aurich                | Se mantuvo | 15 | 5  | 4  | 6  | 25 | 25 | 0    | 19   |
| 12º  | Real Garcilaso             | Se mantuvo | 15 | 6  | 0  | 9  | 22 | 30 | -8   | 18   |
| 13º  | Universidad César Vallejo  | Se mantuvo | 15 | 5  | 2  | 8  | 16 | 19 | -3   | 17   |
| 14º  | Deportivo Municipal        | Se mantuvo | 15 | 4  | 4  | 7  | 27 | 31 | -4   | 16   |
| 15º  | Alianza Atlético           | Se mantuvo | 15 | 4  | 2  | 9  | 18 | 29 | -11  | 14   |
| 16º  | Comerciantes Unidos        | Se mantuvo | 15 | 4  | 1  | 10 | 11 | 27 | -16  | 13   |

### Primera Vuelta
| Univ. Técnica de Cajamarca | 3 - 1 | F. B. C. Melgar           | Héroes de San Ramón  | 5 de febrero |
| Universidad de San Martín  | 2 - 2 | Deportivo Municipal       | Miguel Grau          | 5 de febrero |
| Sporting Cristal           | 8 - 0 | Sport Huancayo            | Alberto Gallardo     | 6 de febrero |
| Juan Aurich                | 2 - 1 | Defensor La Bocana        | Elías Aguirre        | 6 de febrero |
| Universidad César Vallejo  | 2 - 0 | Comerciantes Unidos       | Mansiche             | 6 de febrero |
| Unión Comercio             | 2 - 0 | Real Garcilaso            | Regional IPD         | 7 de febrero |
| Ayacucho F. C.             | 1 - 0 | Universitario de Deportes | Ciudad de Cumaná     | 7 de febrero |
| Alianza Lima               | 3 - 2 | Alianza Atlético          | Alejandro Villanueva | 7 de febrero |

| Sport Huancayo            | 2 - 0 | Univ. Técnica de Cajamarca | Huancayo               | 9 de febrero  |
| Defensor La Bocana        | 2 - 1 | Ayacucho F. C.             | Municipal de Bernal    | 9 de febrero  |
| F. B. C. Melgar           | 0 - 0 | Sporting Cristal           | Monumental de la UNSA  | 9 de febrero  |
| Alianza Atlético          | 2 - 0 | Unión Comercio             | Melanio Coloma         | 10 de febrero |
| Comerciantes Unidos       | 1 - 2 | Universidad de San Martín  | Juan Maldonado Gamarra | 10 de febrero |
| Deportivo Municipal       | 1 - 3 | Alianza Lima               | Iván Elías Moreno      | 10 de febrero |
| Universitario de Deportes | 3 - 1 | Juan Aurich                | Nacional               | 11 de febrero |
| Real Garcilaso            | 2 - 1 | Universidad César Vallejo  | Garcilaso de la Vega   | 6 de abril    |

| Ayacucho F. C.             | 1 - 0 | F. B. C. Melgar     | Ciudad de Cumaná    | 13 de febrero |
| Sporting Cristal           | 3 - 0 | Comerciantes Unidos | Alberto Gallardo    | 13 de febrero |
| Universidad César Vallejo  | 1 - 2 | Alianza Atlético    | Mansiche            | 13 de febrero |
| Unión Comercio             | 2 - 1 | Alianza Lima        | Regional IPD        | 14 de febrero |
| Universitario de Deportes  | 1 - 1 | Defensor La Bocana  | Nacional            | 14 de febrero |
| Universidad de San Martín  | 3 - 0 | Real Garcilaso      | Miguel Grau         | 14 de febrero |
| Juan Aurich                | 2 - 3 | Sport Huancayo      | Elías Aguirre       | 14 de febrero |
| Univ. Técnica de Cajamarca | 1 - 0 | Deportivo Municipal | Héroes de San Ramón | 15 de febrero |

| Sport Huancayo      | 2 - 0 | Universitario de Deportes  | Huancayo               | 20 de febrero |
| Deportivo Municipal | 6 - 0 | Ayacucho F. C.             | Iván Elías Moreno      | 20 de febrero |
| Comerciantes Unidos | 3 - 0 | Univ. Técnica de Cajamarca | Juan Maldonado Gamarra | 20 de febrero |
| Defensor La Bocana  | 1 - 2 | Unión Comercio             | Municipal de Bernal    | 20 de febrero |
| F. B. C. Melgar     | 1 - 1 | Juan Aurich                | Monumental de la UNSA  | 20 de febrero |
| Alianza Atlético    | 1 - 2 | Universidad de San Martín  | Melanio Coloma         | 21 de febrero |
| Real Garcilaso      | 1 - 2 | Sporting Cristal           | Garcilaso de la Vega   | 21 de febrero |
| Alianza Lima        | 1 - 0 | Universidad César Vallejo  | Alejandro Villanueva   | 21 de febrero |

| Ayacucho F. C.             | 4 - 0 | Comerciantes Unidos | Ciudad de Cumaná    | 23 de febrero |
| Defensor La Bocana         | 3 - 1 | Sport Huancayo      | Municipal de Bernal | 23 de febrero |
| Juan Aurich                | 3 - 3 | Deportivo Municipal | Elías Aguirre       | 23 de febrero |
| Sporting Cristal           | 5 - 2 | Alianza Atlético    | Alberto Gallardo    | 24 de febrero |
| Universidad César Vallejo  | 0 - 0 | Unión Comercio      | Mansiche            | 25 de febrero |
| Univ. Técnica de Cajamarca | 3 - 1 | Real Garcilaso      | Héroes de San Ramón | 13 de abril   |
| Universidad de San Martín  | 2 - 0 | Alianza Lima        | Nacional            | 4 de mayo     |
| Universitario de Deportes  | 1 - 1 | F. B. C. Melgar     | Nacional            | 5 de mayo     |

| Real Garcilaso      | 4 - 2 | Ayacucho F. C.             | Garcilaso de la Vega   | 27 de febrero |
| F. B. C. Melgar     | 6 - 0 | Defensor La Bocana         | Monumental de la UNSA  | 27 de febrero |
| Comerciantes Unidos | 2 - 1 | Juan Aurich                | Juan Maldonado Gamarra | 27 de febrero |
| Alianza Lima        | 0 - 4 | Sporting Cristal           | Alejandro Villanueva   | 27 de febrero |
| Unión Comercio      | 1 - 0 | Universidad de San Martín  | Regional IPD           | 28 de febrero |
| Sport Huancayo      | 4 - 0 | Universidad César Vallejo  | Huancayo               | 28 de febrero |
| Deportivo Municipal | 2 - 3 | Universitario de Deportes  | Nacional               | 28 de febrero |
| Alianza Atlético    | 0 - 1 | Univ. Técnica de Cajamarca | Melanio Coloma         | 29 de febrero |

| Defensor La Bocana         | 1 - 2 | Deportivo Municipal       | Municipal de Bernal | 4 de marzo |
| Juan Aurich                | 2 - 0 | Real Garcilaso            | Elías Aguirre       | 4 de marzo |
| Sporting Cristal           | 2 - 0 | Unión Comercio            | Alberto Gallardo    | 5 de marzo |
| Universidad de San Martín  | 0 - 0 | Universidad César Vallejo | Miguel Grau         | 5 de marzo |
| Universitario de Deportes  | 4 - 1 | Comerciantes Unidos       | Nacional            | 5 de marzo |
| Ayacucho F. C.             | 2 - 2 | Alianza Atlético          | Ciudad de Cumaná    | 6 de marzo |
| Sport Huancayo             | 1 - 1 | F. B. C. Melgar           | Huancayo            | 6 de marzo |
| Univ. Técnica de Cajamarca | 2 - 2 | Alianza Lima              | Héroes de San Ramón | 6 de marzo |

| Real Garcilaso            | 2 - 1 | Universitario de Deportes  | Garcilaso de la Vega   | 8 de marzo  |
| Unión Comercio            | 0 - 0 | Univ. Técnica de Cajamarca | Regional IPD           | 9 de marzo  |
| Deportivo Municipal       | 1 - 1 | Sport Huancayo             | Iván Elías Moreno      | 9 de marzo  |
| Universidad de San Martín | 2 - 2 | F. B. C. Melgar            | Miguel Grau            | 9 de marzo  |
| Alianza Lima              | 2 - 0 | Ayacucho F. C.             | Alejandro Villanueva   | 9 de marzo  |
| Alianza Atlético          | 0 - 3 | Juan Aurich                | Melanio Coloma         | 10 de marzo |
| Comerciantes Unidos       | 1 - 1 | Defensor La Bocana         | Juan Maldonado Gamarra | 10 de marzo |
| Universidad César Vallejo | 0 - 2 | Sporting Cristal           | Mansiche               | 4 de mayo   |

| Ayacucho F. C.             | 3 - 2 | Unión Comercio            | Ciudad de Cumaná      | 12 de marzo |
| Sporting Cristal           | 3 - 0 | Universidad de San Martín | Alberto Gallardo      | 12 de marzo |
| F. B. C. Melgar            | 5 - 0 | Deportivo Municipal       | Monumental de la UNSA | 12 de marzo |
| Juan Aurich                | 0 - 0 | Alianza Lima              | Elías Aguirre         | 12 de marzo |
| Sport Huancayo             | 3 - 0 | Comerciantes Unidos       | Huancayo              | 13 de marzo |
| Univ. Técnica de Cajamarca | 1 - 4 | Universidad César Vallejo | Héroes de San Ramón   | 13 de marzo |
| Universitario de Deportes  | 4 - 1 | Alianza Atlético          | Nacional              | 13 de marzo |
| Defensor La Bocana         | 3 - 0 | Real Garcilaso            | Municipal de Bernal   | 14 de marzo |

| Comerciantes Unidos       | 0 - 1 | F. B. C. Melgar            | Juan Maldonado Gamarra | 1 de abril |
| Alianza Lima              | 2 - 1 | Universitario de Deportes  | Alejandro Villanueva   | 1 de abril |
| Alianza Atlético          | 1 - 2 | Defensor La Bocana         | Melanio Coloma         | 2 de abril |
| Sporting Cristal          | 4 - 3 | Deportivo Municipal        | Alberto Gallardo       | 2 de abril |
| Universidad César Vallejo | 2 - 0 | Ayacucho F. C.             | Mansiche               | 2 de abril |
| Unión Comercio            | 0 - 1 | Juan Aurich                | Regional IPD           | 3 de abril |
| Real Garcilaso            | 5 - 4 | Sport Huancayo             | Garcilaso de la Vega   | 3 de abril |
| Universidad de San Martín | 1 - 0 | Univ. Técnica de Cajamarca | Miguel Grau            | 3 de abril |

| Deportivo Municipal        | 3 - 1 | Comerciantes Unidos       | Iván Elías Moreno     | 15 de abril |
| Ayacucho F. C.             | 2 - 3 | Universidad de San Martín | Ciudad de Cumaná      | 16 de abril |
| Univ. Técnica de Cajamarca | 3 - 4 | Sporting Cristal          | Héroes de San Ramón   | 16 de abril |
| Juan Aurich                | 0 - 2 | Universidad César Vallejo | Elías Aguirre         | 16 de abril |
| Universitario de Deportes  | 2 - 1 | Unión Comercio            | Monumental            | 16 de abril |
| Sport Huancayo             | 2 - 0 | Alianza Atlético          | Huancayo              | 17 de abril |
| Defensor La Bocana         | 1 - 0 | Alianza Lima              | Municipal de Bernal   | 17 de abril |
| F. B. C. Melgar            | 1 - 0 | Real Garcilaso            | Monumental de la UNSA | 18 de abril |

| Univ. Técnica de Cajamarca | 2 - 0 | Defensor La Bocana        | Héroes de San Ramón  | 22 de abril |
| Universidad de San Martín  | 4 - 4 | Juan Aurich               | Miguel Grau          | 22 de abril |
| Alianza Atlético           | 1 - 0 | F. B. C. Melgar           | Melanio Coloma       | 23 de abril |
| Real Garcilaso             | 3 - 0 | Deportivo Municipal       | Garcilaso de la Vega | 23 de abril |
| Universidad César Vallejo  | 0 - 2 | Universitario de Deportes | Mansiche             | 23 de abril |
| Unión Comercio             | 1 - 0 | Comerciantes Unidos       | Regional IPD         | 24 de abril |
| Sporting Cristal           | 1 - 1 | Ayacucho F. C.            | Alberto Gallardo     | 24 de abril |
| Alianza Lima               | 0 - 1 | Sport Huancayo            | Alejandro Villanueva | 24 de abril |

| Sport Huancayo            | 1 - 4 | Unión Comercio             | Huancayo               | 27 de abril |
| Ayacucho F. C.            | 0 - 2 | Univ. Técnica de Cajamarca | Ciudad de Cumaná       | 27 de abril |
| Comerciantes Unidos       | 1 - 0 | Real Garcilaso             | Juan Maldonado Gamarra | 27 de abril |
| Juan Aurich               | 1 - 2 | Sporting Cristal           | Elías Aguirre          | 27 de abril |
| F. B. C. Melgar           | 4 - 3 | Alianza Lima               | Monumental de la UNSA  | 27 de abril |
| Defensor La Bocana        | 1 - 0 | Universidad César Vallejo  | Municipal de Bernal    | 28 de abril |
| Deportivo Municipal       | 0 - 0 | Alianza Atlético           | Iván Elías Moreno      | 28 de abril |
| Universitario de Deportes | 2 - 0 | Universidad de San Martín  | Monumental             | 28 de abril |

| Ayacucho F. C.             | 3 - 1 | Sport Huancayo            | Ciudad de Cumaná     | 30 de abril |
| Univ. Técnica de Cajamarca | 2 - 3 | Juan Aurich               | Héroes de San Ramón  | 30 de abril |
| Alianza Lima               | 3 - 0 | Real Garcilaso            | Alejandro Villanueva | 30 de abril |
| Unión Comercio             | 2 - 0 | Deportivo Municipal       | Regional IPD         | 1 de mayo   |
| Alianza Atlético           | 2 - 0 | Comerciantes Unidos       | Melanio Coloma       | 1 de mayo   |
| Sporting Cristal           | 3 - 0 | Universitario de Deportes | Nacional             | 1 de mayo   |
| Universidad César Vallejo  | 2 - 0 | F. B. C. Melgar           | Mansiche             | 1 de mayo   |
| Universidad de San Martín  | 4 - 3 | Defensor La Bocana        | Miguel Grau          | 1 de mayo   |

| Sport Huancayo            | 2 - 1 | Universidad de San Martín  | Huancayo               | 7 de mayo |
| Deportivo Municipal       | 4 - 2 | Universidad César Vallejo  | Iván Elías Moreno      | 7 de mayo |
| Juan Aurich               | 1 - 2 | Ayacucho F. C.             | Elías Aguirre          | 7 de mayo |
| Real Garcilaso            | 4 - 2 | Alianza Atlético           | Garcilaso de la Vega   | 8 de mayo |
| Defensor La Bocana        | 0 - 1 | Sporting Cristal           | Municipal de Bernal    | 8 de mayo |
| Comerciantes Unidos       | 1 - 0 | Alianza Lima               | Juan Maldonado Gamarra | 8 de mayo |
| Universitario de Deportes | 3 - 2 | Univ. Técnica de Cajamarca | Monumental             | 8 de mayo |
| F. B. C. Melgar           | 0 - 0 | Unión Comercio             | Monumental de la UNSA  | 8 de mayo |

### Torneo Clausura
| Pos. | Equipo                     |            | PJ | PG | PE | PP | GF | GC | Dif. | Pts. |
| ---- | -------------------------- | ---------- | -- | -- | -- | -- | -- | -- | ---- | ---- |
| 1º   | Sporting Cristal           | Se mantuvo | 30 | 23 | 4  | 3  | 80 | 32 | +48  | 73   |
| 2º   | Universitario de Deportes  | Se mantuvo | 30 | 17 | 6  | 7  | 58 | 27 | +31  | 57   |
| 3º   | Unión Comercio             | Se mantuvo | 30 | 14 | 8  | 8  | 41 | 34 | +7   | 50   |
| 4º   | Universidad César Vallejo  | Se mantuvo | 30 | 14 | 3  | 13 | 41 | 42 | -1   | 45   |
| 5º   | Melgar                     | Se mantuvo | 30 | 10 | 11 | 9  | 39 | 32 | +7   | 41   |
| 6º   | Universidad de San Martín  | Se mantuvo | 30 | 11 | 8  | 11 | 46 | 44 | +2   | 41   |
| 7º   | Sport Huancayo             | Se mantuvo | 30 | 11 | 8  | 11 | 47 | 53 | -6   | 41   |
| 8º   | Juan Aurich                | Se mantuvo | 30 | 12 | 7  | 11 | 49 | 42 | +7   | 40   |
| 9º   | Deportivo Municipal        | Se mantuvo | 30 | 11 | 7  | 12 | 54 | 50 | +4   | 40   |
| 10º  | Alianza Lima               | Se mantuvo | 30 | 11 | 7  | 12 | 38 | 35 | +3   | 40   |
| 11º  | Ayacucho F. C.             | Se mantuvo | 30 | 11 | 6  | 13 | 40 | 53 | -13  | 39   |
| 12º  | Real Garcilaso             | Se mantuvo | 30 | 11 | 2  | 17 | 44 | 56 | -12  | 35   |
| 13º  | Defensor La Bocana         | Se mantuvo | 30 | 10 | 5  | 15 | 35 | 51 | -16  | 35   |
| 14º  | Alianza Atlético           | Se mantuvo | 30 | 9  | 5  | 16 | 34 | 51 | -17  | 32   |
| 15º  | Comerciantes Unidos        | Se mantuvo | 30 | 9  | 4  | 17 | 28 | 52 | -24  | 31   |
| 16º  | Univ. Técnica de Cajamarca | Se mantuvo | 30 | 6  | 9  | 15 | 34 | 54 | -20  | 27   |

### Segunda Vuelta
| Comerciantes Unidos       | 1 - 2 | Universidad César Vallejo  | Juan Maldonado Gamarra | 13 de mayo |
| Defensor La Bocana        | 1 - 2 | Juan Aurich                | Municipal de Bernal    | 13 de mayo |
| Real Garcilaso            | 3 - 0 | Unión Comercio             | Garcilaso de la Vega   | 14 de mayo |
| Deportivo Municipal       | 3 - 3 | Universidad de San Martín  | Iván Elías Moreno      | 14 de mayo |
| F. B. C. Melgar           | 1 - 1 | Univ. Técnica de Cajamarca | Monumental UNSA        | 14 de mayo |
| Sport Huancayo            | 1 - 1 | Sporting Cristal           | Huancayo               | 15 de mayo |
| Alianza Atlético          | 0 - 0 | Alianza Lima               | Melanio Coloma         | 15 de mayo |
| Universitario de Deportes | 4 - 1 | Ayacucho F. C.             | Monumental             | 15 de mayo |

| Universidad de San Martín  | 2 - 1 | Comerciantes Unidos       | Miguel Grau          | 17 de mayo |
| Universidad César Vallejo  | 3 - 2 | Real Garcilaso            | Garcilaso de la Vega | 17 de mayo |
| Ayacucho F. C.             | 3 - 1 | Defensor La Bocana        | Ciudad de Cumaná     | 18 de mayo |
| Univ. Técnica de Cajamarca | 2 - 3 | Sport Huancayo            | Héroes de San Ramón  | 18 de mayo |
| Sporting Cristal           | 3 - 0 | F. B. C. Melgar           | Alberto Gallardo     | 18 de mayo |
| Alianza Lima               | 0 - 1 | Deportivo Municipal       | Alejandro Villanueva | 18 de mayo |
| Unión Comercio             | 3 - 2 | Alianza Atlético          | Regional IPD         | 19 de mayo |
| Juan Aurich                | 2 - 1 | Universitario de Deportes | Elías Aguirre        | 19 de mayo |

| Real Garcilaso      | 4 - 1 | Universidad de San Martín  | Garcilaso de la Vega   | 21 de mayo  |
| Deportivo Municipal | 2 - 1 | Univ. Técnica de Cajamarca | Iván Elías Moreno      | 21 de mayo  |
| Sport Huancayo      | 1 - 1 | Juan Aurich                | Huancayo               | 22 de mayo  |
| Defensor La Bocana  | 0 - 5 | Universitario de Deportes  | Municipal de Bernal    | 22 de mayo  |
| Alianza Lima        | 4 - 1 | Unión Comercio             | Alejandro Villanueva   | 22 de mayo  |
| F. B. C. Melgar     | 0 - 0 | Ayacucho F. C.             | Monumental UNSA        | 22 de mayo  |
| Alianza Atlético    | 2 - 1 | Universidad César Vallejo  | Melanio Coloma         | 23 de mayo  |
| Comerciantes Unidos | 1 - 3 | Sporting Cristal           | Juan Maldonado Gamarra | 23 de junio |

| Universidad de San Martín  | 1 - 0 | Alianza Atlético    | Miguel Grau         | 27 de mayo  |
| Univ. Técnica de Cajamarca | 0 - 0 | Comerciantes Unidos | Héroes de San Ramón | 27 de mayo  |
| Juan Aurich                | 1 - 0 | F. B. C. Melgar     | Elías Aguirre       | 27 de mayo  |
| Sporting Cristal           | 5 - 3 | Real Garcilaso      | Alberto Gallardo    | 28 de mayo  |
| Universidad César Vallejo  | 0 - 3 | Alianza Lima        | Mansiche            | 28 de mayo  |
| Unión Comercio             | 1 - 1 | Defensor La Bocana  | Regional IPD        | 29 de mayo  |
| Ayacucho F. C.             | 1 - 1 | Deportivo Municipal | Ciudad de Cumaná    | 29 de mayo  |
| Universitario de Deportes  | 2 - 0 | Sport Huancayo      | Monumental          | 12 de junio |

| Copa América |

| Unión Comercio      | 3 - 1 | Universidad César Vallejo  | Regional IPD           | 28 de junio |
| Deportivo Municipal | 2 - 3 | Juan Aurich                | Iván Elías Moreno      | 28 de junio |
| Alianza Lima        | 1 - 0 | Universidad de San Martín  | Alejandro Villanueva   | 28 de junio |
| Sport Huancayo      | 3 - 0 | Defensor La Bocana         | Huancayo               | 29 de junio |
| Real Garcilaso      | 1 - 1 | Univ. Técnica de Cajamarca | Garcilaso de la Vega   | 29 de junio |
| Comerciantes Unidos | 2 - 0 | Ayacucho F. C.             | Juan Maldonado Gamarra | 29 de junio |
| F. B. C. Melgar     | 2 - 1 | Universitario de Deportes  | Monumental UNSA        | 29 de junio |
| Alianza Atlético    | 1 - 4 | Sporting Cristal           | Melanio Coloma         | 30 de junio |

| Universidad de San Martín  | 1 - 1 | Unión Comercio      | Miguel Grau         | 1 de julio |
| Juan Aurich                | 5 - 0 | Comerciantes Unidos | Elías Aguirre       | 2 de julio |
| Universidad César Vallejo  | 2 - 1 | Sport Huancayo      | Mansiche            | 2 de julio |
| Universitario de Deportes  | 1 - 0 | Deportivo Municipal | Nacional            | 2 de julio |
| Defensor La Bocana         | 2 - 2 | F. B. C. Melgar     | Municipal de Bernal | 3 de julio |
| Ayacucho F. C.             | 2 - 1 | Real Garcilaso      | Ciudad de Cumaná    | 3 de julio |
| Univ. Técnica de Cajamarca | 2 - 0 | Alianza Atlético    | Héroes de San Ramón | 3 de julio |
| Sporting Cristal           | 2 - 1 | Alianza Lima        | Alberto Gallardo    | 3 de julio |

| Deportivo Municipal       | 4 - 0 | Defensor La Bocana         | Iván Elías Moreno      | 5 de julio |
| Universidad César Vallejo | 2 - 1 | Universidad de San Martín  | Mansiche               | 5 de julio |
| Alianza Atlético          | 1 - 0 | Ayacucho F. C.             | Melanio Coloma         | 6 de julio |
| Real Garcilaso            | 1 - 1 | Juan Aurich                | Garcilaso de la Vega   | 6 de julio |
| Unión Comercio            | 3 - 2 | Sporting Cristal           | Regional IPD           | 6 de julio |
| F. B. C. Melgar           | 3 - 0 | Sport Huancayo             | Monumental UNSA        | 6 de julio |
| Alianza Lima              | 2 - 2 | Univ. Técnica de Cajamarca | Alejandro Villanueva   | 6 de julio |
| Comerciantes Unidos       | 0 - 6 | Universitario de Deportes  | Juan Maldonado Gamarra | 7 de julio |

| Sporting Cristal           | 3 - 0 | Universidad César Vallejo | Alberto Gallardo    | 9 de julio  |
| Juan Aurich                | 1 - 2 | Alianza Atlético          | Elías Aguirre       | 9 de julio  |
| F. B. C. Melgar            | 1 - 0 | Universidad de San Martín | Monumental UNSA     | 9 de julio  |
| Ayacucho F. C.             | 2 - 2 | Alianza Lima              | Ciudad de Cumaná    | 10 de julio |
| Universitario de Deportes  | 2 - 0 | Real Garcilaso            | Monumental          | 10 de julio |
| Defensor La Bocana         | 1 - 2 | Comerciantes Unidos       | Municipal de Bernal | 11 de julio |
| Univ. Técnica de Cajamarca | 3 - 3 | Unión Comercio            | Héroes de San Ramón | 11 de julio |
| Sport Huancayo             | 0 - 3 | Deportivo Municipal       | Huancayo            | 11 de julio |

| Comerciantes Unidos       | 2 - 2 | Sport Huancayo             | Juan Maldonado Gamarra | 15 de julio |
| Universidad de San Martín | 0 - 1 | Sporting Cristal           | Nacional               | 15 de julio |
| Alianza Atlético          | 0 - 1 | Universitario de Deportes  | Municipal de Bernal    | 16 de julio |
| Deportivo Municipal       | 2 - 1 | F. B. C. Melgar            | Iván Elías Moreno      | 16 de julio |
| Universidad César Vallejo | 3 - 0 | Univ. Técnica de Cajamarca | Mansiche               | 16 de julio |
| Unión Comercio            | 4 - 1 | Ayacucho F. C.             | Regional IPD           | 17 de julio |
| Real Garcilaso            | 1 - 0 | Defensor La Bocana         | Garcilaso de la Vega   | 17 de julio |
| Alianza Lima              | 1 - 1 | Juan Aurich                | Alejandro Villanueva   | 17 de julio |

| Univ. Técnica de Cajamarca | 0 - 0 | Universidad de San Martín | Héroes de San Ramón | 19 de julio |
| F. B. C. Melgar            | 0 - 0 | Comerciantes Unidos       | Monumental UNSA     | 19 de julio |
| Defensor La Bocana         | 1 - 0 | Alianza Atlético          | Municipal de Bernal | 20 de julio |
| Sport Huancayo             | 3 - 0 | Real Garcilaso            | Huancayo            | 20 de julio |
| Deportivo Municipal        | 4 - 3 | Sporting Cristal          | Iván Elías Moreno   | 20 de julio |
| Juan Aurich                | 0 - 1 | Unión Comercio            | Elías Aguirre       | 20 de julio |
| Ayacucho F. C.             | 2 - 0 | Universidad César Vallejo | Ciudad de Cumaná    | 21 de julio |
| Universitario de Deportes  | 1 - 0 | Alianza Lima              | Nacional            | 21 de julio |

| Real Garcilaso            | 3 - 1 | F. B. C. Melgar            | Garcilaso de la Vega   | 23 de julio |
| Sporting Cristal          | 3 - 1 | Univ. Técnica de Cajamarca | Alberto Gallardo       | 23 de julio |
| Universidad César Vallejo | 3 - 2 | Juan Aurich                | Mansiche               | 23 de julio |
| Alianza Atlético          | 2 - 2 | Sport Huancayo             | Melanio Coloma         | 24 de julio |
| Unión Comercio            | 0 - 0 | Universitario de Deportes  | Regional IPD           | 24 de julio |
| Alianza Lima              | 0 - 1 | Defensor La Bocana         | Alejandro Villanueva   | 24 de julio |
| Universidad de San Martín | 4 - 1 | Ayacucho F. C.             | Miguel Grau            | 25 de julio |
| Comerciantes Unidos       | 2 - 1 | Deportivo Municipal        | Juan Maldonado Gamarra | 25 de julio |

| Comerciantes Unidos       | 0 - 1 | Unión Comercio             | Juan Maldonado Gamarra | 29 de julio |
| Ayacucho F. C.            | 1 - 4 | Sporting Cristal           | Ciudad de Cumaná       | 30 de julio |
| Deportivo Municipal       | 2 - 0 | Real Garcilaso             | Iván Elías Moreno      | 30 de julio |
| F. B. C. Melgar           | 2 - 0 | Alianza Atlético           | Monumental UNSA        | 30 de julio |
| Juan Aurich               | 1 - 0 | Universidad de San Martín  | Elías Aguirre          | 30 de julio |
| Defensor La Bocana        | 3 - 0 | Univ. Técnica de Cajamarca | Municipal de Bernal    | 31 de julio |
| Sport Huancayo            | 0 - 1 | Alianza Lima               | Huancayo               | 31 de julio |
| Universitario de Deportes | 0 - 0 | Universidad César Vallejo  | Monumental             | 31 de julio |

| Real Garcilaso             | 0 - 1 | Comerciantes Unidos       | Garcilaso de la Vega | 2 de agosto |
| Sporting Cristal           | 2 - 0 | Juan Aurich               | Alberto Gallardo     | 2 de agosto |
| Alianza Atlético           | 1 - 1 | Deportivo Municipal       | Melanio Coloma       | 3 de agosto |
| Unión Comercio             | 1 - 1 | Sport Huancayo            | Regional IPD         | 3 de agosto |
| Univ. Técnica de Cajamarca | 0 - 2 | Ayacucho F. C.            | Héroes de San Ramón  | 3 de agosto |
| Universidad César Vallejo  | 3 - 1 | Defensor La Bocana        | Mansiche             | 3 de agosto |
| Alianza Lima               | 0 - 0 | F. B. C. Melgar           | Alejandro Villanueva | 3 de agosto |
| Universidad de San Martín  | 1 - 1 | Universitario de Deportes | Nacional             | 4 de agosto |

| Sport Huancayo            | 0 - 0 | Ayacucho F. C.             | Huancayo               | 6 de agosto |
| Deportivo Municipal       | 0 - 1 | Unión Comercio             | Iván Elías Moreno      | 6 de agosto |
| Juan Aurich               | 3 - 0 | Univ. Técnica de Cajamarca | Elías Aguirre          | 6 de agosto |
| F. B. C. Melgar           | 1 - 3 | Universidad César Vallejo  | Monumental UNSA        | 6 de agosto |
| Defensor La Bocana        | 3 - 1 | Universidad de San Martín  | Municipal de Bernal    | 7 de agosto |
| Real Garcilaso            | 2 - 1 | Alianza Lima               | Garcilaso de la Vega   | 7 de agosto |
| Universitario de Deportes | 5 - 0 | Sporting Cristal           | Nacional               | 7 de agosto |
| Comerciantes Unidos       | 4 - 0 | Alianza Atlético           | Juan Maldonado Gamarra | 8 de agosto |

| Univ. Técnica de Cajamarca | 1 - 1 | Universitario de Deportes | Héroes de San Ramón  | 13 de agosto |
| Alianza Lima               | 2 - 1 | Comerciantes Unidos       | Alejandro Villanueva | 14 de agosto |
| Ayacucho F. C.             | 2 - 1 | Juan Aurich               | Ciudad de Cumaná     | 14 de agosto |
| Universidad de San Martín  | 5 - 1 | Sport Huancayo            | Miguel Grau          | 14 de agosto |
| Sporting Cristal           | 0 - 0 | Defensor La Bocana        | Alberto Gallardo     | 14 de agosto |
| Universidad César Vallejo  | 2 - 1 | Deportivo Municipal       | Mansiche             | 14 de agosto |
| Alianza Atlético           | 2 - 1 | Real Garcilaso            | Melanio Coloma       | 14 de agosto |
| Unión Comercio             | 1 - 2 | F. B. C. Melgar           | Regional IPD         | 14 de agosto |

## Tabla acumulada
| Pos. | Equipo                     |            | PJ | PG | PE | PP | GF | GC | Dif. | Pts. |
| ---- | -------------------------- | ---------- | -- | -- | -- | -- | -- | -- | ---- | ---- |
| 1º   | Sporting Cristal           | Se mantuvo | 30 | 23 | 4  | 3  | 80 | 32 | +48  | 73   |
| 2º   | Universitario de Deportes  | Se mantuvo | 30 | 17 | 6  | 7  | 58 | 27 | +31  | 57   |
| 3º   | Unión Comercio             | Se mantuvo | 30 | 14 | 8  | 8  | 41 | 34 | +7   | 50   |
| 4º   | Universidad César Vallejo  | Se mantuvo | 30 | 14 | 3  | 13 | 41 | 42 | -1   | 45   |
| 5º   | Melgar                     | Se mantuvo | 30 | 10 | 11 | 9  | 39 | 32 | +7   | 41   |
| 6º   | Universidad de San Martín  | Se mantuvo | 30 | 11 | 8  | 11 | 46 | 44 | +2   | 41   |
| 7º   | Sport Huancayo             | Se mantuvo | 30 | 11 | 8  | 11 | 47 | 53 | -6   | 41   |
| 8º   | Juan Aurich                | Se mantuvo | 30 | 12 | 7  | 11 | 49 | 42 | +7   | 40   |
| 9º   | Deportivo Municipal        | Se mantuvo | 30 | 11 | 7  | 12 | 54 | 50 | +4   | 40   |
| 10º  | Alianza Lima               | Se mantuvo | 30 | 11 | 7  | 12 | 38 | 35 | +3   | 40   |
| 11º  | Ayacucho F. C.             | Se mantuvo | 30 | 11 | 6  | 13 | 40 | 53 | -13  | 39   |
| 12º  | Real Garcilaso             | Se mantuvo | 30 | 11 | 2  | 17 | 44 | 56 | -12  | 35   |
| 13º  | Defensor La Bocana         | Se mantuvo | 30 | 10 | 5  | 15 | 35 | 51 | -16  | 35   |
| 14º  | Alianza Atlético           | Se mantuvo | 30 | 9  | 5  | 16 | 34 | 51 | -17  | 32   |
| 15º  | Comerciantes Unidos        | Se mantuvo | 30 | 9  | 4  | 17 | 28 | 52 | -24  | 31   |
| 16º  | Univ. Técnica de Cajamarca | Se mantuvo | 30 | 6  | 9  | 15 | 34 | 54 | -20  | 27   |

## Resultados
|                  | ALI | COU | MEL | AYA | AUR | DLB | CDM | GAR | HUA | CRI | COM | UCV | USM | UTC | UNI | AAS |
| ---------------- | --- | --- | --- | --- | --- | --- | --- | --- | --- | --- | --- | --- | --- | --- | --- | --- |
| Alianza Lima     |     | 2-1 | 0-0 | 2-0 | 1-1 | 0-1 | 0-1 | 3-0 | 0-1 | 0-4 | 4-1 | 1-0 | 1-0 | 2-2 | 2-1 | 3-2 |
| Com. Unidos      | 1-0 |     | 0-1 | 2-0 | 2-1 | 1-1 | 2-1 | 1-0 | 2-2 | 1-3 | 0-1 | 1-2 | 1-2 | 3-0 | 0-6 | 4-0 |
| F. B. C. Melgar  | 4-3 | 0-0 |     | 0-0 | 1-1 | 6-0 | 5-0 | 1-0 | 3-0 | 0-0 | 0-0 | 1-3 | 1-0 | 1-1 | 2-1 | 2-0 |
| Ayacucho F. C.   | 2-2 | 4-0 | 1-0 |     | 2-1 | 3-1 | 1-1 | 2-1 | 3-1 | 1-4 | 3-2 | 2-0 | 2-3 | 0-2 | 1-0 | 2-2 |
| Juan Aurich      | 0-0 | 5-0 | 1-0 | 1-2 |     | 2-1 | 3-3 | 2-0 | 2-3 | 1-2 | 0-1 | 0-2 | 1-0 | 3-0 | 2-1 | 1-2 |
| Def. La Bocana   | 1-0 | 1-2 | 2-2 | 2-1 | 1-2 |     | 1-2 | 3-0 | 3-1 | 0-1 | 1-2 | 1-0 | 3-1 | 3-0 | 0-5 | 1-0 |
| Dep. Municipal   | 1-3 | 3-1 | 2-1 | 6-0 | 2-3 | 4-0 |     | 2-0 | 1-1 | 4-3 | 0-1 | 4-2 | 3-3 | 2-1 | 2-3 | 0-0 |
| Real Garcilaso   | 2-1 | 0-1 | 3-1 | 4-2 | 1-1 | 1-0 | 3-0 |     | 5-4 | 1-2 | 3-0 | 2-1 | 4-1 | 1-1 | 2-1 | 4-2 |
| Sport Huancayo   | 0-1 | 3-0 | 1-1 | 0-0 | 1-1 | 3-0 | 0-3 | 3-0 |     | 1-1 | 1-4 | 4-0 | 2-1 | 2-0 | 2-0 | 2-0 |
| Sporting Cristal | 2-1 | 3-0 | 3-0 | 1-1 | 2-0 | 0-0 | 4-3 | 5-3 | 8-0 |     | 2-0 | 3-0 | 3-0 | 3-1 | 3-0 | 5-2 |
| Unión Comercio   | 2-1 | 1-0 | 1-2 | 4-1 | 0-1 | 1-1 | 2-0 | 2-0 | 1-1 | 3-2 |     | 3-1 | 1-0 | 0-0 | 0-0 | 3-2 |
| César Vallejo    | 0-3 | 2-0 | 2-0 | 2-0 | 3-2 | 3-1 | 2-1 | 3-2 | 2-1 | 0-2 | 0-0 |     | 2-1 | 3-0 | 0-2 | 1-2 |
| San Martín       | 2-0 | 2-1 | 2-2 | 4-1 | 4-4 | 4-3 | 2-2 | 3-0 | 5-1 | 0-1 | 1-1 | 0-0 |     | 1-0 | 1-1 | 1-0 |
| UTC              | 2-2 | 0-0 | 3-1 | 0-2 | 2-3 | 2-0 | 1-0 | 3-1 | 2-3 | 3-4 | 3-3 | 1-4 | 0-0 |     | 1-1 | 2-0 |
| Universitario    | 1-0 | 4-1 | 1-1 | 4-1 | 3-1 | 1-1 | 1-0 | 2-0 | 2-0 | 5-0 | 2-1 | 0-0 | 2-0 | 3-2 |     | 4-1 |
| Alianza Atlético | 0-0 | 2-0 | 1-0 | 1-0 | 0-3 | 1-2 | 1-1 | 2-1 | 2-2 | 1-4 | 2-0 | 2-1 | 1-2 | 0-1 | 0-1 |     |